# Ammerzoden
Ammerzoden est un village et une ancienne commune néerlandaise, situé dans le sud-ouest de la province de Gueldre. Depuis le 1er janvier 1999, le village fait partie de la commune de Maasdriel. Au 1er janvier 2008, le village comptait 3 600 habitants.

## Géographie
Ammerzoden est situé dans le Bommelerwaard, sur la rive droite de la Meuse. Par le nord, le village est contourné par le Meersloot, un ancien méandre de la Meuse. Jusqu'en 1354, le lit principal de la Meuse était formé par l'actuel Meersloot, et Ammerzoden était donc situé sur la rive gauche de la Meuse, côté brabançon.
Ammerzoden est situé entre Hedel et Well et au sud de Kerkwijk. Sur l'autre rive de la Meuse se trouve Bokhoven, mais le bac reliant les deux localités n'existe plus.
Le hameau de Wordragen fait partie d'Ammerzoden.

## Histoire
La première mention d'Ambersoi remonte au XIe siècle. Par la suite, le village est également mentionné comme Amersoyen ou Amelroije. Ammer- indique probablement l'ancien lit d'un cours d'eau (la Meuse ; ooi indique ici un pré inondable le long d'un fleuve.
Vers 1350, le château Ammersoyen est construit.
Ammerzoden a changé de rive en 1354, lorsqu'un méandre de la Meuse fut coupé. Cet ancien méandre forme aujourd'hui le Meersloot. Aucune source n'atteste une appartenance particulière d'Ammerzoden à un seigneur. Seulement en 1381, Ammerzoden devient un fief du duc de Gueldre. De nos jours, Ammerzoden est toujours situé dans le Gueldre, même si les habitants du village sont très orientés sur Bois-le-Duc, dans le Brabant.
Ammerzoden a souffert à plusieurs reprises des impacts d'une guerre. En 1672, le village est ravagé par les troupes françaises. Pendant l'été 1944-1945, la Meuse étant la ligne de front, les habitants d'Ammerzoden sont évacués ; beaucoup de maisons ont été détruites ou sérieusement endommagées.
Jusqu'au 1er janvier 1999 Ammerzoden était une commune indépendante, regroupant les localités d'Ammerzoden, Well, Slijkwell, Wellseind et Wordragen. En 1840, la commune d'Ammerzoden compte 303 maisons et 1 822 habitants, dont 140 maisons et 885 habitants à Ammerzoden même.
En 1958, les Gelderse Waarden, partie de la commune située de l'autre côté de la Meuse, sont détachés de la commune et rattachés à la commune d'Engelen. Depuis 1999, Ammerzoden est rattaché à Maasdriel.

## Monuments
Le château Ammersoyen, qui se trouve au nord-est du village, a été construit au milieu du XIVe siècle. En 1590, le château a été sérieusement endommagé par un incendie. Le château a également beaucoup souffert pendant la Seconde Guerre mondiale. Depuis 1975, le château est ouvert au public.
Le temple protestant actuel a été érigé entre 1500 et 1547 en tant que lieu de culte catholique. De nos jours, l'église est toujours à moitié en ruine. Seuls le clocher et le chœur ont été rénovés.
L'église catholique d'Ammerzoden est consacrée à saint Willibrord. L'église du XIXe a été détruite par les Allemands lors de la Seconde Guerre mondiale, pour éviter qu'elle serve de cible aux Alliés. L'église actuelle, dans le centre du village, date de 1953.

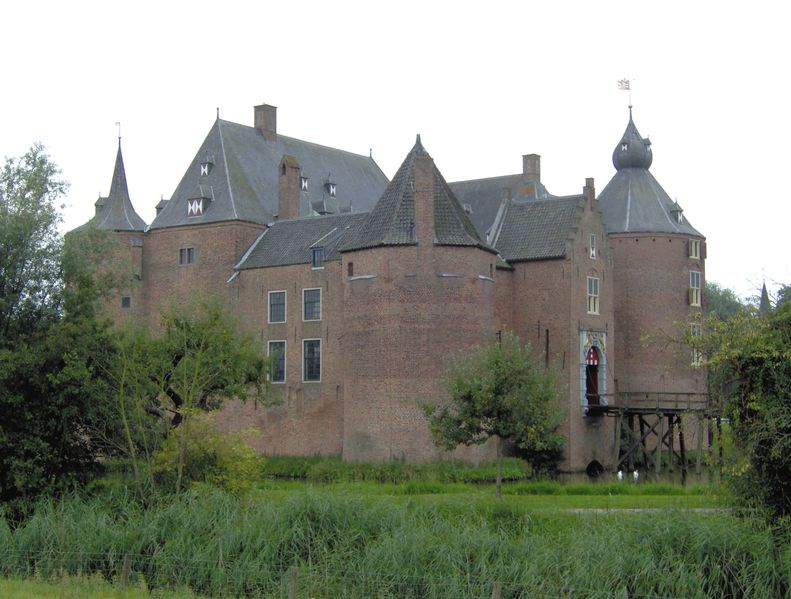
Château Ammersoyen
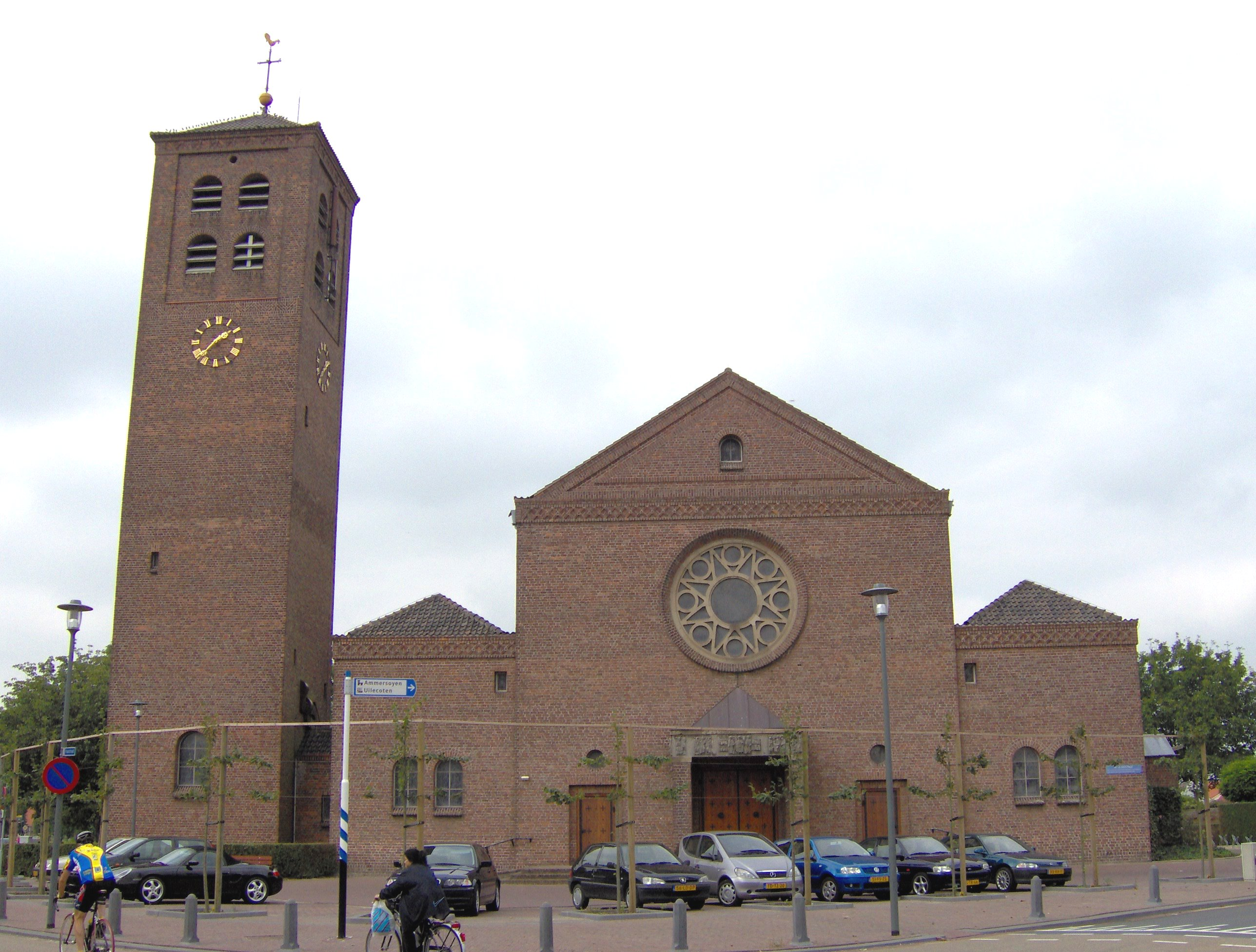
Église catholique Sint-Willibrord